# Helen Forrest
Helen Forrest (Atlantic City, Nueva Jersey, 12 de abril de 1917 - Los Ángeles, California, 11 de julio de 1999) fue una cantante de pop tradicional y swing estadounidense.
Fue la cantante de tres de las más importantes bandas de la era del Swing (las de Artie Shaw, Benny Goodman y Harry James), ganándose por ello el apodo de "la voz de las bandas con nombre."

## Biografía

### Infancia
Su verdadero nombre era Helen Fogel, y nació en Atlantic City, Nueva Jersey, siendo sus padres Louis y Rebecca Fogel, ambos judíos nacidos en Rusia.
Siendo ella una niña, su padre falleció a causa de la gripe. Por ello, Helen fue criada por su madre. Forrest tenía tres hermanos mayores que ella: Harry, Ed, y Sam. Siendo Helen adolescente, la familia se mudó a Brooklyn. En esa época su madre se casó con un pintor, un hombre que no gustaba a Helen. Pronto, su madre y su padrastro convirtieron el hogar familiar en un burdel. A los 14 años de edad, Helen estuvo a punto de ser violada por su padrastro, defendiéndose ella con un cuchillo e hiriendo a su agresor. A partir de entonces su madre permitió que ella viviera con su profesora de piano, Honey Silverman, y su familia. Silverman notó la habilidad de su alumna para el canto, por lo que la animó a hacerse cantante. Por ese motivo Helen dejó sus estudios en la high school y se dedicó a la consecución de su sueño, hacerse cantante.

### Años 1930: Carrera inicial
Helen volvió a Atlantic City y empezó a cantar con la banda de su hermano Ed. Pronto estuvo de regreso en Nueva York, donde hizo una prueba para un espacio radiofónico de 15 minutos de duración en una emisora local. En esa época se animó a la cantante para cambiar su nombre, Fogel, por Forrest, ya que sonaba "demasiado judío." En 1934, a los 17 años de edad, empezó a cantar en la WBBR de Nueva York. Otra emisora para la que cantó fue la WCBS (AM), donde era conocida como “Bonnie Blue” y “The Blue Lady of Song.” Finalmente encontró un trabajo como cantante en el Madrillon Club, en Washington D. C., local en el que actuó durante dos años.

### 1938-1943: Shaw, Goodman, & James
Tras ver actuar a Forrest en el Madrillon, el director de banda Artie Shaw le pidió actuar en gira con él; Shaw estaba buscando un nuevo talento, pues Billie Holiday había decidido dejar su grupo. Forrest fue contratada en 1938. Durante un tiempo ella trabajó con en la formación de Shaw. En algunos locales se solicitaba que los cantantes afroamericanos estuvieran fuera de escena hasta el momento en que actuaban. Cuando Forrest advirtió esto, dijo que, al igual que Holiday, no entraría en escena hasta el momento de su actuación. En total, grabó 38 sencillos con la banda de Shaw, siendo dos de sus mayores éxitos con la misma los temas "They Say" y "All the Things You Are." En su período con Shaw, Helen Forrest se hizo una cantante de fama nacional. Sin embargo, en noviembre de 1939, Shaw decidió disolver su banda.
Al siguiente mes; Forrest empezó a actuar con Benny Goodman, grabando con él un gran número de canciones de éxito, entre ellas la famosa "The Man I Love." En total hizo 55 grabaciones con Goodman. Según Forrest, Benny Goodman era un perfeccionista y era difícil trabajar con él. Finalmente, en agosto de 1941 la cantante dejó la orquesta "para evitar sufrir una crisis nerviosa".
Una vez fuera de la banda de Goodman, Forrest grabó un breve tiempo con Nat King Cole y con Lionel Hampton.
En 1941 contactó con Harry James, ofreciéndole trabajar con él con una condición: que se le permitiera cantar algo más que coros. Aunque James buscaba una cantante más orientada al jazz, le hizo una prueba a Forrest. La banda votó su ingreso, y ella fue contratada. Fue con la Orquesta de Harry James con la que Forrest grabó los que probablemente son sus temas más conocidos, figurando entre ellos "I Had the Craziest Dream" (1942) y "I Don't Want to Walk Without You" (1941). En 1942, Helen actuó con la Banda de Harry James en el film rodado en Hollywood Secretaria brasileña, protagonizado por Betty Grable.
En los años 1942 y 1943, Helen Forrest fue votada como la mejor cantante de Estados Unidos en una encuesta organizada por Down Beat.

### 1944-años 1960: Carrera en solitario

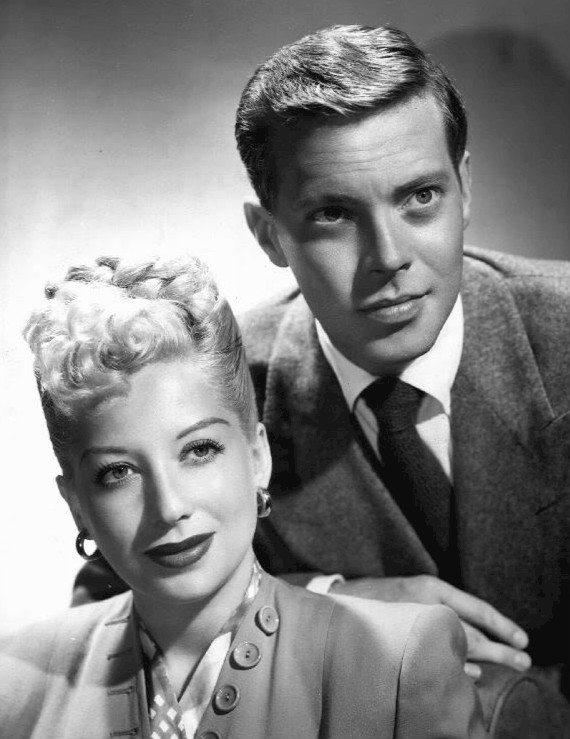
Forrest y Dick Haymes en el show radiofónico de Haymes en 1944.

Forrest dejó a Harry James a finales de 1943 para emprender una carrera en solitario. Firmó un contrato con el sello Decca Records y trabajó con Dick Haymes en un programa radiofónico de la CBS emitido desde 1944 a 1947. El primer disco de Forrest con Decca, "Time Waits For No One", alcanzó el segundo puesto del Hit Parade, y el programa de radio tuvo una buena audiencia. Haymes también fue contratado por Decca, y entre 1944 y 1946 la pareja grabó 18 duetos, 10 de los cuales alcanzaron el Top Ten. Tuvieron particularmente éxito sus versiones de "Long Ago and Far Away", "It Had To Be You", "Together", "I'll Buy That Dream", "I'm Always Chasing Rainbows" y "Oh, What It Seemed To Be". 
Forrest actuó en 1944 en el film de Esther Williams Escuela de sirenas, trabajando con Harry James y su orquesta. Ella actuó también en la película Two Girls and a Sailor. Además de todo ello, en los últimos años 1940 la cantante fue cabeza de cartel en diferentes teatros y clubs.
Su madre falleció en 1955, y ese mismo año volvió a trabajar con Harry James para grabar un nuevo álbum de swing titulado Harry James in Hi-Fi, que fue un gran éxito. A finales de esa década, su carrera en solitario empezó a resentirse con el auge del rock and roll. 
Tras una disminución de las grabaciones en los años 1950, y tras un período trabajando para Bell Records, Forrest cantó con la orquesta de Tommy Dorsey, dirigida por Sam Donahue, a principios de la siguiente década. A partir de entonces continuó haciendo grabaciones ocasionales y actuando en conciertos, y actuaba en Lago Tahoe con Frank Sinatra Jr. en 1963 cuando él fue secuestrado.

### Décadas de 1970 a 1990: Últimos años
En las décadas de 1970 y 1980, Forrest cantó en supper clubs en giras nostálgicas de las "big bands", haciendo actuaciones con Harry James y Dick Haymes. En 1977 participó en un programa televisivo con James y Haymes, The Merv Griffin Show. Gracias a él se hizo una producción representada en gira y que se tituló The Fabulous 40s (1978), haciendo al siguiente año una revista similar, The Big Broadcast of 1944. 
En 1980, seis meses después de la muerte de Haymes, Forrest sufrió un ictus, pero se recuperó y reinició su actividad discográfica y en directo. Su autobiografía, I Had the Craziest Dream, se publicó en 1982 y la dedicó a su único hijo. En 1983 lanzó su último álbum, Now and Forever. En esa época participó junto a Vivian Blaine y Margaret Whiting en la revista A Tribute to Dick Haymes.
A pesar de su mala salud y de los reveses personales, Forrest siguió dedicada a su profesión y continuó cantando hasta principios de los años 1990, cuando la artritis reumatoide empezó a afectar a sus cuerdas vocales y le forzó a retirarse. Forrest también padeció la escarlatina en su juventud, la cual le produjo una pérdida de audición. La hipoacusia empeoró al hacerse mayor, lo cual dificultaba sus interpretaciones.
En total, en el transcurso de su carrera Helen Forrest grabó más de 500 canciones.

### Vida personal
Helen Forrest se casó y divorció tres veces. En 1960, fruto de su relación con su tercer marido, Charles Feinman, tuvo su único hijo, Michael Forrest Feinman. 
A principios de los años 1940, Forrest tuvo una relación sentimental con el líder de banda Harry James mientras trabajaba en su banda. La relación finalizó poco antes de que James conociera a la actriz Betty Grable, con la que se casaría.
Helen Forrest falleció el 11 de julio de 1999 a causa de una insuficiencia cardíaca en el Motion Picture & Television Country House and Hospital en Woodland Hills (Los Ángeles). Tenía 82 años de edad. Fue enterrada en el Cementerio Mount Sinai Memorial Park, en Hollywood Hills.
En 2001, y a título póstumos, fue incluida en el actualmente desaparecido salón de la Fama de las Big Band y el Jazz.

## Sencillos en listas de éxito
| Año  | Sencillo                                                             | Billboard Hot 100 |
| ---- | -------------------------------------------------------------------- | ----------------- |
| 1938 | "I Have Eyes" (con Artie Shaw)                                       | 10                |
| 1938 | "Deep in a Dream" (con Artie Shaw)                                   | 3                 |
| 1938 | "They Say" (con Artie Shaw)                                          | 1                 |
| 1939 | "Thanks for Ev'rything" (con Artie Shaw)                             | 1                 |
| 1939 | "Between a Kiss and a Sigh" (con Artie Shaw)                         | 13                |
| 1939 | "Deep Purple" (con Artie Shaw)                                       | 17                |
| 1939 | "You Grow Sweeter As the Years Go By" (con Artie Shaw)               | 15                |
| 1939 | "I Poured My Heart into a Song" (con Artie Shaw)                     | 4                 |
| 1939 | "Comes Love" (con Artie Shaw)                                        | 4                 |
| 1939 | "Melancholy Mood" (con Artie Shaw)                                   | 8                 |
| 1939 | "Day In, Day Out" (con Artie Shaw)                                   | 11                |
| 1939 | "Many Dreams Ago" (con Artie Shaw)                                   | 11                |
| 1939 | "All the Things You Are" (con Artie Shaw)                            | 8                 |
| 1940 | "What's the Matter with Me?" (con Benny Goodman)                     | 19                |
| 1940 | "How High the Moon" (con Benny Goodman)                              | 6                 |
| 1940 | "The Fable of the Rose" (con Benny Goodman)                          | 20                |
| 1940 | "I Can't Love You Any More (Any More Than I Do)" (con Benny Goodman) | 5                 |
| 1940 | "I Can't Resist You" (con Benny Goodman)                             | 13                |
| 1940 | "Dreaming Out Loud" (con Benny Goodman)                              | 24                |
| 1941 | "Perfidia" (con Benny Goodman)                                       | 11                |
| 1941 | "My Sister and I" (con Benny Goodman)                                | 20                |
| 1941 | "These Things You Left Me" (con Benny Goodman)                       | 25                |
| 1941 | "Yours (Quiéreme Mucho)" (con Benny Goodman)                         | 17                |
| 1942 | "The Devil Sat Down and Cried" (con Harry James)                     | 23                |
| 1942 | "I Don't Want to Walk Without You" (con Harry James)                 | 1                 |
| 1942 | "Skylark" (con Harry James)                                          | 11                |
| 1942 | "I Remember You" (con Harry James)                                   | 24                |
| 1942 | "But Not for Me" (con Harry James)                                   | 12                |
| 1942 | "He's My Guy" (con Harry James)                                      | 7                 |
| 1942 | "I Cried for You" (con Harry James)                                  | 19                |
| 1942 | "Mr. Five by Five" (con Harry James)                                 | 1                 |
| 1942 | "I Had the Craziest Dream" (con Harry James)                         | 1                 |
| 1942 | "Manhattan Serenade" (con Harry James)                               | 9                 |
| 1943 | "I've Heard That Song Before" (con Harry James)                      | 1                 |
| 1943 | "Taking a Chance on Love" (con Benny Goodman)                        | 1                 |
| 1943 | "Cabin in the Sky" (con Benny Goodman)                               | 19                |
| 1943 | "I Heard You Cried Last Night" (con Harry James)                     | 2                 |
| 1944 | "Time Waits for No One" (solo como Helen Forrest)                    | 2                 |
| 1944 | "Long Ago (and Far Away)" (con Dick Haymes)                          | 2                 |
| 1944 | "It Had to Be You" (con Dick Haymes)                                 | 4                 |
| 1944 | "Together" (con Dick Haymes)                                         | 3                 |
| 1945 | "I'll Buy That Dream" (con Dick Haymes)                              | 2                 |
| 1945 | "Some Sunday Morning" (con Dick Haymes)                              | 9                 |
| 1946 | "I'm Always Chasing Rainbows" (con Dick Haymes)                      | 7                 |
| 1946 | "Oh! What It Seemed to Be" (con Dick Haymes)                         | 4                 |
| 1946 | "Come Rain or Come Shine" (con Dick Haymes)                          | 23                |
| 1946 | "In Love in Vain" (con Dick Haymes)                                  | 12                |
| 1946 | "Why Does It Get So Late So Early" (con Dick Haymes)                 | 22                |